# Conistra tigerina
Conistra tigerina là một loài bướm đêm trong họ Noctuidae.